# Shtetl
Shtetl eller sjtetl (jiddisch: שטעטל, shtetl, "lille by", flertal: שטעטלעך, shtetlekh) var betegnelse på en lille by, stor "landsby" (jiddisch/standardtysk: shtot/Stadt by, shtetl/Städtchen, Städtlein lille by, dorf/Dorf landsby) eller bydel, hvor størstedelen af indbyggerne var jøder. Disse små byer, store "landsbyer" eller bydele fandtes i Central- og Østeuropa før holocaust.
| Historie | Spire Denne historieartikel er en spire som bør udbygges. Du er velkommen til at hjælpe Wikipedia ved at udvide den. |